# マタニティハラスメント
マタニティハラスメント（和製英語：maternity harassment）とは、職場において妊婦に対して行われる嫌がらせを指す言葉である。
略称はマタハラ。英語で妊娠に対する差別は「Pregnancy discrimination」が使用され、マタニティハラスメントは和製英語である。

## 概要
マタハラは、妊娠・出産に伴って行われる精神的・肉体的な嫌がらせを総称した用語である。妊娠中に嫌がらせによる流産の危険性もあり、男女雇用機会均等法・育児介護休業法・労働基準法に違反する場合も多々見受けられる。2012年に日本労働組合総連合会が行った調査では、「セクシャルハラスメントされた経験」（17.0%）を上回る25.6%が被害を受けたとの結果が出た。
2014年10月23日に最高裁判所第三小法廷は、妊娠を理由に降格を行ったことについて、業務上の必要性など特段の事情がある場合以外は、原則として男女雇用機会均等法違反（マタニティハラスメント）に当たるとの初判断を示した。
2014年ユーキャン新語・流行語大賞のトップテンに「マタハラ」が選出された。
2015年、マタニティハラスメントに悩む女性の支援活動に取り組んでいる小酒部さやかが「国際勇気ある女性賞」を受賞した。
2018年6月8日国連の国際労働機関は、年次総会で職場でのセクハラを含むハラスメントをなくすため、条約を制定すべきとした委員会報告を採択、2019年総会でハラスメント対策として初の国際基準となる条約制定を目指す。

## 対策
2016年3月、各職場におけるマタニティハラスメントの防止措置実施の義務化が国会で可決された。それに伴い男女雇用機会均等法と育児介護休業法が改正され、2017年1月1日からすべての職場は必ず、事業主・上司・同僚などからのマタニティハラスメントを防止するための措置を実施する必要がある。
また、マタニティハラスメントに該当する行為の範囲をより広げたうえでハラスメント行為を禁止し罰することと、「健康に働き産む権利」が保証されるように職場環境と働き方そのものを変革することが必要である。一方で、業務量の軽減で他の従業員に過重な負担が生じてしまうことがないように注意する必要もある。
2019年10月28日厚生労働省は、労働政策審議会の分科会で、相談した労働者に対する不利益取り扱いの禁止について、企業規模にかかわらず2020年6月1日に始める案を示した。

## 関連文献
- 杉浦浩美『働く女性とマタニティ・ハラスメント―「労働する身体」と「産む身体」を生きる』大月書店、2009年9月。ISBN 978-4272350292。
- 小林美希『ルポ 職場流産―雇用崩壊後の妊娠・出産・育児』岩波書店、2011年8月。ISBN 978-4000234962。
- 小林美希『ルポ 産ませない社会』河出書房新社、2013年6月。ISBN 978-4-309-24622-2。
- 「マタニティ・ハラスメント（マタハラ）に関する意識調査」連合非正規労働センター、 2013年8月7日閲覧。
- 小酒部さやか『マタハラ問題』ちくま新書、2016年。ISBN 978-4-480-06872-9。